# SKE48
SKE48 ist eine von Yasushi Akimoto gecastete und produzierte japanische Idolgruppe, die fast jeden Tag in einem eigenen Theater in Nagoya (Stadtteil Sakae) auftreten. SKE48 folgt dem gleichen Konzept wie die Schwestergruppen AKB48 in Akihabara, Tokyo, NMB48 in Namba, Osaka und HKT48 in Hakata, Fukuoka, und bietet dabei vielfältige Möglichkeiten der Interaktion zwischen Fan und Idol.

## Werdegang
SKE48 ist die zweitälteste Gruppe unter diesen und hat bisher (August 2014) 15 Singles (und ein Album) veröffentlicht, von denen die letzten elf Singles Erstplatzierungen in den Oricon-Wochencharts verbuchen konnten. Mit über fünf Millionen verkauften CDs zählt SKE48 zu den aktuell erfolgreichsten Gruppen im japanischen Musikmarkt. Die Gruppe hat aktuell (August 2014) 67 Mitglieder, die zur Bewältigung der vielen Auftritte in drei Teams eingeteilt sind (Teams S, KII und E). Jurina Matsui, Rena Matsui, Akari Suda, Sae Miyazawa und Aya Shibata sind die bekanntesten Mitglieder, die auch regelmäßig zur Stammformation der Hauptgruppe AKB48 zählen.
SKE48 steht derzeit beim Avex-Label unter Vertrag.

## Diskografie

### Studioalben
| Jahr | Titel                                                     | Höchstplatzierung, Gesamtwochen, AuszeichnungChartsChartplatzierungen (Jahr, Titel, Platzierungen, Wochen, Auszeichnungen, Anmerkungen) | Anmerkungen                                                  |
| Jahr | Titel                                                     | JP | Anmerkungen                                                  |
| ---- | --------------------------------------------------------- | --- | ------------------------------------------------------------ |
| 2012 | Kono Hi no Chime o Wasurenai (この日のチャイムを忘れない) | JP2 Gold · (25 Wo.)JP | Erstveröffentlichung: 19. September 2012 Verkäufe: + 150.835 |
| 2017 | Kakumei no Oka (革命の丘)                                 | JP2 Gold · (13 Wo.)JP | Erstveröffentlichung: 22. Februar 2017 Verkäufe: + 136.479   |

### Bühnenalben
| Jahr | Titel                                 | Höchstplatzierung, Gesamtwochen, AuszeichnungChartsChartplatzierungen (Jahr, Titel, Platzierungen, Wochen, Auszeichnungen, Anmerkungen) | Anmerkungen                                     |
| Jahr | Titel                                 | JP | Anmerkungen                                     |
| ---- | ------------------------------------- | --- | ----------------------------------------------- |
| 2010 | Te o Tsunaginagara (手をつなぎながら) | JP21 (3 Wo.)JP | Erstveröffentlichung: 10. Februar 2010 Team S   |
| 2010 | Te o Tsunaginagara (手をつなぎながら) | JP59 (1 Wo.)JP | Erstveröffentlichung: 3. März 2010 Team KII     |
| 2010 | Seifuku no Me (制服の芽)              | JP22 (3 Wo.)JP | Erstveröffentlichung: 28. April 2010 Team S     |
| 2012 | Ramune no Nomikata (ラムネの飲み方)   | JP6 (7 Wo.)JP | Erstveröffentlichung: 14. März 2012 Team KII    |
| 2013 | 逆上がり                              | JP22 (2 Wo.)JP | Erstveröffentlichung: 9. Oktober 2012 Team KII  |
| 2013 | パジャマドライブ                      | JP26 (2 Wo.)JP | Erstveröffentlichung: 9. Oktober 2012 Team S    |
| 2013 | 会いたかった                          | JP23 (2 Wo.)JP | Erstveröffentlichung: 9. Oktober 2012 Team KII  |
| 2013 | Party が始まるよ                      | JP21 (2 Wo.)JP | Erstveröffentlichung: 9. Oktober 2012 Team S    |
| 2017 | SKE Festival (SKE フェスティバル)     | JP10 (4 Wo.)JP | Erstveröffentlichung: 27. September 2017 Team E |

### Singles
| Jahr | Titel Album                                                           | Höchstplatzierung, Gesamtwochen, AuszeichnungChartsChartplatzierungen (Jahr, Titel, Album, Platzierungen, Wochen, Auszeichnungen, Anmerkungen) | Anmerkungen                                                  |
| Jahr | Titel Album                                                           | JP | Anmerkungen                                                  |
| ---- | --------------------------------------------------------------------- | --- | ------------------------------------------------------------ |
| 2009 | Tsuyoki Mono Yo (強き者よ) Kono Hi no Chime o Wasurenai               | JP5 (6 Wo.)JP | Erstveröffentlichung: 5. August 2009 Verkäufe: + 27.259      |
| 2010 | Aozora Kataomoi (青空片想い) Kono Hi no Chime o Wasurenai             | JP3 (10 Wo.)JP | Erstveröffentlichung: 24. März 2010 Verkäufe: + 51.180       |
| 2010 | Gomenne, Summer (ごめんね、Summer) Kono Hi no Chime o Wasurenai       | JP3 Gold · (22 Wo.)JP | Erstveröffentlichung: 7. Juli 2010 Verkäufe: + 100.000       |
| 2010 | 1!2!3!4! Yoroshiku! (1!2!3!4! ヨロシク!) Kono Hi no Chime o Wasurenai | JP2 Gold · (30 Wo.)JP | Erstveröffentlichung: 17. November 2010 Verkäufe: + 175.027  |
| 2011 | Banzai Venus (バンザイ Venus) Kono Hi no Chime o Wasurenai            | JP1 Platin · (25 Wo.)JP | Erstveröffentlichung: 9. März 2011 Verkäufe: + 275.189       |
| 2011 | Pareo wa Emerald (パレオはエメラルド) Kono Hi no Chime o Wasurenai    | JP1 ×2Doppelplatin + Gold (Digital) · (46 Wo.)JP                                                                                               | Erstveröffentlichung: 27. Juli 2011 Verkäufe: + 600.000      |
| 2011 | Okey Dokey (オキドキ) Kono Hi no Chime o Wasurenai                    | JP1 ×2Doppelplatin + Gold (Digital) · (22 Wo.)JP                                                                                               | Erstveröffentlichung: 9. November 2011 Verkäufe: + 600.000   |
| 2012 | Kataomoi Finally (片想いFinally) Kono Hi no Chime o Wasurenai         | JP1 ×2Doppelplatin + Gold (Digital) · (20 Wo.)JP                                                                                               | Erstveröffentlichung: 25. Januar 2012 Verkäufe: + 600.000    |
| 2012 | Aishiteraburu! (アイシテラブル!) Kakumei no Oka                       | JP1 ×2Doppelplatin + Gold (Digital) · (21 Wo.)JP                                                                                               | Erstveröffentlichung: 16. Mai 2012 Verkäufe: + 600.000       |
| 2012 | Kiss Datte Hidarikiki (キスだって左利き) Kakumei no Oka               | JP1 ×2Doppelplatin · (20 Wo.)JP | Erstveröffentlichung: 19. September 2012 Verkäufe: + 598.011 |
| 2013 | Choko no Dorei (チョコの奴隷) Kakumei no Oka                          | JP1 ×2Doppelplatin · (15 Wo.)JP | Erstveröffentlichung: 30. Januar 2013 Verkäufe: + 671.623    |
| 2013 | Utsukushii Inazuma (美しい稲妻) Kakumei no Oka                        | JP1 ×2Doppelplatin · (21 Wo.)JP | Erstveröffentlichung: 17. Juli 2013 Verkäufe: + 661.557      |
| 2013 | Sansei Kawaii! (賛成カワイイ!) Kakumei no Oka                         | JP1 ×2Doppelplatin · (22 Wo.)JP | Erstveröffentlichung: 20. November 2013 Verkäufe: + 569.566  |
| 2014 | Mirai to wa? (未来とは?) Kakumei no Oka                               | JP1 ×2Doppelplatin · (16 Wo.)JP | Erstveröffentlichung: 19. März 2014 Verkäufe: + 504.576      |
| 2014 | Bukiyō Taiyō (不器用太陽) Kakumei no Oka                              | JP1 ×2Doppelplatin · (19 Wo.)JP | Erstveröffentlichung: 30. Juli 2014 Verkäufe: + 500.000      |
| 2014 | 12 Gatsu no Kangaroo (12月のカンガルー) Kakumei no Oka                | JP1 ×2Doppelplatin · (24 Wo.)JP | Erstveröffentlichung: 10. Dezember 2014 Verkäufe: + 500.000  |
| 2015 | Coquettish Jūtai Chū (コケティッシュ渋滞中) Kakumei no Oka            | JP1 Platin · (21 Wo.)JP | Erstveröffentlichung: 31. März 2015 Verkäufe: + 702.299      |
| 2015 | Maenomeri (前のめり) Kakumei no Oka                                   | JP1 ×2Doppelplatin · (18 Wo.)JP | Erstveröffentlichung: 12. August 2015 Verkäufe: + 500.000    |
| 2016 | Chicken Line (チキン Line) Kakumei no Oka                             | JP1 Platin · (23 Wo.)JP | Erstveröffentlichung: 30. März 2016 Verkäufe: + 365.328      |
| 2016 | Kin no Ai, Gin no Ai (金の愛、銀の愛) Kakumei no Oka                  | JP1 Platin · (23 Wo.)JP | Erstveröffentlichung: 17. August 2016 Verkäufe: + 327.598    |
| 2017 | Igai ni Mango (意外にマンゴー) –                                      | JP1 Platin · (22 Wo.)JP | Erstveröffentlichung: 19. Juli 2017 Verkäufe: + 341.514      |
| 2018 | Muishiki no Iro (無意識の色) –                                        | JP1 Platin · (20 Wo.)JP | Erstveröffentlichung: 10. Januar 2018 Verkäufe: + 386.683    |
| 2018 | Ikinari Punch Line (いきなりパンチライン) –                           | JP1 Platin · (23 Wo.)JP | Erstveröffentlichung: 4. Juli 2018 Verkäufe: + 390.770       |
| 2018 | Stand by You –                                                        | JP1 Platin · (22 Wo.)JP | Erstveröffentlichung: 12. Dezember 2018 Verkäufe: + 419.763  |
| 2019 | Frustration –                                                         | JP1 Platin · (20 Wo.)JP | Erstveröffentlichung: 24. Juli 2019 Verkäufe: + 450.035      |
| 2020 | Sōyūtoko Aru yo ne? (ソーユートコあるよね?) –                         | JP1 Platin · (17 Wo.)JP | Erstveröffentlichung: 15. Januar 2020 Verkäufe: + 325.609    |
| 2021 | Koiochi Flag (恋落ちフラグ) –                                         | JP1 Platin · (14 Wo.)JP | Erstveröffentlichung: 3. Februar 2021 Verkäufe: + 267.089    |
| 2021 | Ano Koro no Kimi wo Mitsuketa (あの頃の君を見つけた) –                | JP1 Platin · (13 Wo.)JP | Erstveröffentlichung: 1. September 2021 Verkäufe: + 351.318  |
| 2022 | Kokoro ni Flower (心に Flower) –                                      | JP1 Platin · (15 Wo.)JP | Erstveröffentlichung: 3. März 2022 Verkäufe: + 250.000       |
| 2022 | Zettai Inspiration (絶対インスピレーション) –                         | JP1 Platin · (15 Wo.)JP | Erstveröffentlichung: 5. Oktober 2022 Verkäufe: + 250.000    |
| 2023 | Suki ni Nacchatta (好きになっちゃった) –                              | JP1 Platin · (18 Wo.)JP | Erstveröffentlichung: 5. Juli 2023 Verkäufe: + 313.448       |
| 2024 | Ai no Hologram 愛のホログラム –                                       | JP1 Platin · (24 Wo.)JP | Erstveröffentlichung: 28. Februar 2024 Verkäufe: + 271.122   |
| 2024 | Kokuhakushinpakusu 告白心拍数 –                                       | JP1 Platin · (19 Wo.)JP | Erstveröffentlichung: 2. Oktober 2024 Verkäufe: + 250.000    |
| 2025 | Tick tack zack –                                                      | JP— PlatinJP | Erstveröffentlichung: 12. März 2025 Verkäufe: + 250.000      |

### Auszeichnungen für Musikverkäufe
Anmerkung: Auszeichnungen in Ländern aus den Charttabellen bzw. Chartboxen sind in ebendiesen zu finden.
| Land/RegionAuszeichnungen für Musikverkäufe (Land/Region, Auszeichnungen, Verkäufe, Quellen) | Gold     | Platin       | Verkäufe   | Quellen        |
| -------------------------------------------------------------------------------------------- | -------- | ------------ | ---------- | -------------- |
| Japan (RIAJ)                                                                                 | 8× Gold8 | 42× Platin42 | 11.250.000 | riaj.or.jp JP2 |
| Insgesamt                                                                                    | 8× Gold8 | 42× Platin42 |            |                |